# 泊湖
泊湖是一个位于中国安徽省望江县的湖泊，面积约为209.2平方千米，平均水深约为1.2米，蓄水量约为30000万立方米。